# Aziluri (carte)
„Aziluri” de Erving Goffman a fost publicată în anul 1961 și reprezintă o analiză profundă a vieții comunităților din “instituțiile totale”
Erving Goffman s-a născut în anul 1922 în Canada și a murit în 1982. Este un renumit sociolog american, iar printre volumele sale publicate se numară  „The Presentation of Self in Everyday Life” (1956, 1959), „Stigma Notes on the Management of Spoiled Identity” (1963), „Strategic Interaction” (1969), „Relations in PublicMicro Studies of the Public Order” (1971), „Gender Advertisements” (1979), „Forms of Talk” (1981).

## Recenzie

### Definiție
O instituție “totală” poate fi definită drept un loc  unde își desfășoară activitatea un număr mare de indivizi cu statut similar, despărțiți de restul societății pentru o perioadă de timp apreciabilă și care duc împreună o viață strict delimitată, reglementată oficial de către instituții” ( Goffman, 2004, 11). Exemple de astfel de instituții sunt spitalele de psihiatrie, închisorile, cazărmile militare, navele, școlile cu internat, mânăstirile, căminele pentru nevăzători, sanatoriile, etc. Autorul abordează fiecare aspect al acestora, urmărind mai cu seamă viața indivizilor instituționalizați, posibilitățile lor de adaptare și efectele pe care le au asupra sinelui și identităților. 

### Cercetare
Goffman își dedică trei ani studiind comportamentele persoanelor spitalizate. Acesta realizează studii  în Centrul Clinic al Institutului Național pentru Sănătate Mintală  și în  perioada 1955-1956 în care  a lucrat consultant la Spitalul St. Elizabeth din Washington. A încercat prin observare participativă să cunoască viața persoanelor instituționalizate, așa cum o percep ei, în mod subiectiv,  pentru  a face cunoscute toate neregulile existente în instituții și de a forma o imagine cu privire la cei care sunt nevoiți să trăiască acolo. Nu a acceptat sa fie internat cu adevărat, nici măcar scriptic „Am pornit de la premisa că rolul pe care ar fi trebuit să-l adopt și timpul pe care ar fi trebuit să-l rezerv în vederea colectării dovezilor statistice necesare pentru un număr redus de afirmații m-ar fi împiedicat să obțin informații cu privire la calitatea și structura vieții sociale a pacienților” ( Goffman, 2004, 8).  „Spitalul Central” este numele dat de Goffman spitalului de psihiatrie pe care l-a studiat timp de un an, spital care cuprinde peste 7000 de pacienți.

### Cuprins
Cartea este alcătuită din patru eseuri “Despre caractericticile instituțiilor totale”, ”Cariera morală a pacientului psihiatric”, ”Viața clandestină a unei instituții publice”, ”Modelul medical și spitalizarea psihiatrică”. Fiecare eseu tratează o anumită problematică și oferă numeroase exemple din relatările instituționalizaților. 
Într-o instituție totală   libertatea de care dispune un cetățean obișnuit  este îngrădită, drepturile îi sunt contestate,  chiar și asigurarea nevoilor de bază este refuzată.   O persoană internată într-o instituție totală  piede contactele cu lumea exterioară, e îmbrăcat ca toți ceilalți, e ras în cap iar obiectele personale sunt luate și sigilate  până la plecarea, eliberarea din instituție. Are loc o schimbare de status și de rol, individul își pierde eul  și identitatea. Viața în colectivitate presupune contacte reciproce și expunere reciprocă a instituționalizaților. Aceștia sunt nevoiți să valorifice fiecare centimetru al celulei pentru a se putea întinde.  
Se realizează o distincție clară între angajați și instituționalizați, iar cei din urmă sunt nevoiți să îi respecte pe cei dintâi, altfel riscă sa fie pedepsiți. Totodată, îngrijitorii din spitalele de psihiatrie își bat joc de bolnavi punându-i în situații ridicole“…obligau pacientul care cerea o țigară să spună “Vă rog frumos!, or să sară ca s-o apuce” (Goffman, 2004, 49).
Goffman afirmă că “instituțiile totale perturbă sau contaminează exact acele acțiuni care, în societatea civilă au rolul de a-i confirma autorului lor și celor aflați în prezența sa că el are un anumit control asupra lumii proprii, că este o persoană cu autodeterminare, cu autonomie și cu libertate de acțiune “adulte” “ ( Goffman, 2004, 48).
Un vapor este tot o instituție totală: De exemplu în Marina Americană, legea permite fiecărui membru al echipajului să consume zilnic câte un “grill” de vin. Nu se poate explica bucuria pe care aceștia o simțeau atunci când se apropia ora la care trebuiau să servească vin, uneori stateau și numărau minutele până când puteau servi această “bucurie”. Pedeapsa cea mai mare consta în a li se “tăia” grogul timp de o zi sau o saptămână. “Mai bine mi-ar lua aerul decât grogul!” ( Goffman, 2004, 53).
Privilegiile pe care le au în acest caz instituționalizații constau în a avea un loc de muncă bun, o cameră și un pat de bună calitate, cafea, respect al intimității, posibilitatea de a părăsi secția fără supraveghere, în general lucruri cărora oamenilor dintr-o societate li se par nimicuri. Pentru o persoană aflată în afara instituției a se culca seara într-un pat moale și a bea dimineața o ceașcă de cafea fac parte din rutină, în timp ce instituționalizaților aceste lucruri le aduc mici bucurii.  
Cei care ajung în instituții totale  manifestă teama  de a avea contact cu exteriorul, cu toate că își doresc foarte mult să iasă din aceste instituții, frica lor cea mai  mare este aceea că nu s-ar putea descurca afară, de aceea mulți dintre ei revin în instituții. În timpul internării instituțiile nu-și fac treaba așa cum ar fi de cuviință, individul nu este  resocializat, reintegrat în societate . Găsim în carte comentariile unei paciente abia ieșită din spitalul de psihiatrie “m-am trezit dimineața și m-am dus în bucătărie și am făcut cafeaua; era minunat ! Iar seara am băut o bere și ne-am dus să mâncăm chili; a fost grozav, delicios de-a dreptul ! n-am uitat nici măcar o clipă că sunt liberă” (Goffman, 2004, 71).Odată cu trecerea timpului instituționalizatul uită în mare măsură viața pe care a dus-o în interiorul instituției. dar nu total pentru că  nu își va mai recăpăta niciodată statusul pe care l-a avut înainte de “privarea de libertate”. Totodată, cel mai greu lucru, atunci când intri într-o instituție, în special în închisoare  sau spital de psihiatrie, este acela că iți pierzi prietenii sau mai bine spus ei te părăsesc pe tine. Deodată, te trezești singur și nevoit să-ți faci prieteni printre cei instituționalizați, înveți să te descurci, să supraviețuiești “junglei” în care te afli.
Angajații instituțiilor au rolul de a-i supraveghea pe instituționalizați, dar și de a se asigura că acestora nu le scapă informații care ar putea dăuna bunului mers al instituției. De aceea, aceștia nu sunt lăsați niciodată singuri atunci când sunt vizitați de către rude sau prieteni. Când primesc vizita comisarului, instituționalizații se poartă ca și când ar fi mulțumiți de condițiile în care trăiesc “te uiți la guvernator și la gardianu’ șef (că-s după el toată vremea cât e prin pușcărie) după aia răspunzi“ Nici o plângere, domnule” (Goffman, 2004, 97). Practic nu  poți reclama neregulile care au loc în aceste instituții, și trăiești tot timpul cu teama că vei fi prins fumând sau că ai luat o porție în plus de mâncare.
În cadrul școlilor cu internat regulile nu sunt atât de stricte, cel puțin nu pentru toți. Băieților din familii nobile li se permit mai multe încălcări ale regulamentului intern. În mănăstiri nu există o delimitare între angajați și instituționalizați, existând un singur grup colegial, funcționând după criteriile unei ierarhii bine puse la punct. Persoanele care acceptă să se călugărească o fac din proprie inițiativă, din dragoste pentru Dumnezeu, în timp ce persoanelor cu probleme psihiatrice le este impusă internarea, fiind amenințați de familie cu dezmoștenirea sau cu alte forme de șantaj. Poziția pacientului psihiatric este alcătuită din două laturi; o latură privește imaginea de sine și identitatea percepută, iar cealaltă latură privește poziția oficială, chestiunile juridice și stilul de viață. Există trei faze principale pe care pacientul le parcurge:
- faza prepacientului, care se referă la momentul în care acesta vine să se interneze în spital, întrucât consideră că și-a pierdut mințile sau că nu se mai poate controla,
- faza pacientului internat, atunci când acesta suferă o perioadă de adaptare în noul mediu, perioadă presărată de mici acte de rebeliune “, încercând să găsească sau să inventeze motive pentru care se află instituționalizat: “ Ceilalti de aici suferă de boli mintale, dar eu sufăr de un sistem nervos slab și de aici mi se trag fobiile astea[3]” ( Goffman, 2004, 138).
- faza fostului  pacient, desigur nu toți pacienții ajung în această ultimă fază.

Cartea descrie și viața  clandestină a unei instituții publice,  sunt prezentate modalitățile prin care instituționalizații își pot face viața mai ușoară într-un spital de psihiatrie. “Implicarea într-o entitate socială presupune atât angajare, cât și atașament” (Goffman, 2004, 155). Instituționalizații încearcă diferite trucuri pentru a-și satisface nevoile. Aceștia fie ascund pe sub haine reviste, cărți, mâncare păstrată de la cantină, fie profită de scaunele moi din instituție pentru a se putea relaxa sau își fac nevoile fiziologice în găleata cu prosoape folosite. Deși, la prima vedere aceste lucruri sunt catalogate de cei din afară ca fiind anormale, pentru instituționalizați reprezintă o strategie de a-și face mici bucurii și de a se simți mai liberi.  Un alt  exemplul de  improvizație este aplicat de călugărițele care folosesc un șorț negru pe care-l pun în spatele sticlei ferestrei, pentru a-și crea astfel o oglindă.
Există locuri în spitalul Central cărora li s-au dat întrebuințări  ilicite: “erau utilizate deseori drept cadru pentru activități interzise în mod special păduricea din spatele spitalului era folosită ocazional ca ascunzătoare pentru a consuma alcool; zona din spatele clădirii de recreere și cea umbrită de un copac mare, aproape de mijlocul complexului spitalicesc, erau întrebuințate pentru jocurile de pocher” ( Goffman, 2004, 202).Între persoanele instituționalizate există reguli de politețe precum oferirea de câteva fumuri camaradului, din rămășița unei țigări parțial fumate ,cu similarități în lumea cerșetorilor,  individul poate utiliza bunurile sau serviciile altuia prin trei mecanisme: coerciția privată, schimbul economic și schimbul social.
Cartea exemplifică și alte comportamente, reacții de supunere sau revoltă: “ Gardianul a strigat la el. “Da, domnule!” a răcnit omul. “Vin acuma, domnule!”, a mai zis el, adăugând, cu voce mai scăzută “Gramadă de rahat ce ești!” ( Goffman, 2004, 271).
Modelul medical și spitalizarea psihiatrică au evidente  asemănări cu meseria de depanator “Faptul că ne oferim corpul prestatorului de servicii medicale și modului rațional-empiric în care le tratează acesta constituie, fără îndoială, unul dintre elementele cele mai importante ale complexului prestării de servicii” (Goffman, 2004, 292).

### Concluzii
Goffman oferă o concluzie interesantă carții “Pacienții psihiatrici se pot găsi legați într-un mod special. Ca să iasă din spital ori să-și ușureze viața înauntrul lui, trebuie să arate că acceptă locul care li s-a acordat, iar locul care li s-a acordat constă în sprijinirea rolului ocupațional al celor care par să oblige la o asemenea convenție” (Goffman, 2004, 329).Singura modalitate de adaptare a indivizilor în aceste instituții este acceptarea tuturor regulilor și normelor pe care acestea le adoptă. Totodată, indivizii trebuie să înțeleagă că au nevoie de tratament și că odată vindecați se vor întoarce la viața lor de dinainte. Pacienții închiși într-o instituție totală simt, cel puțin măcar o dată, că închiderea este  o privațiune teribilă și uneori nedreaptă. O persoană fără identitate nu valorează nimic, este un nimeni. Este înfiorător să te trezești într-o zi, într-o altă lume, o lume guvernată de alte legi, o lume în care “părerea ta” nu contează, în care devii un simplu obiect, manipulat după bunul plac al altora.  